# Telge SIBK

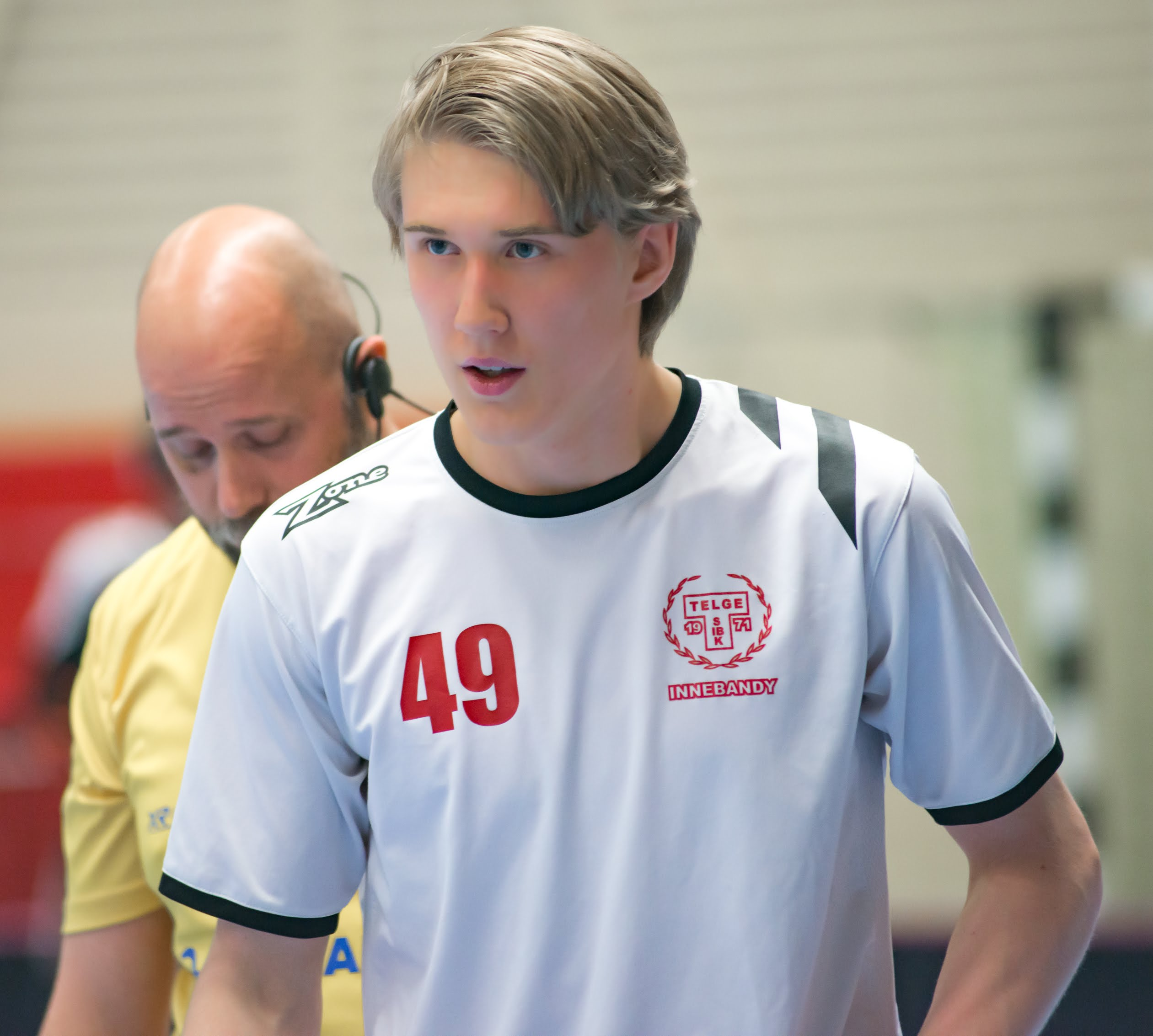
Spelare i Telge SIBK

Telge SIBK (skridsko- och innebandyklubb) är en innebandyklubb från Södertälje i Sverige, grundad 1971. Laget spelar sina matcher i Västergårdshallen och Wasahallen och mindre hallar för ungdomslagen.
Telge SIBK har också haft skridskoåkning på sitt program men det har på senare tid försvunnit och består just nu av bara en innebandysektion.

## Lagen
- Damlaget spelar säsongen 2023/2024 i allsvenskan. Herrarna spelar i division 2.